# シュミエ＝アン＝アンジュー
シュミエ＝アン＝アンジュー （Chemillé-en-Anjou）は、フランス、ペイ・ド・ラ・ロワール地域圏、メーヌ＝エ＝ロワール県のコミューン。

## 地理
フランス・メトロポリテーヌ内では、シュミエ＝アン＝アンジューは3番目に面積が広いコミューンである。

## 歴史
自治体間連合レジオン・ド・シュミエ（fr）に属する12のコミューン、シャンズオ、ラ・シャペル＝ルスラン、シュミエ＝ムレ、コセ＝ダンジュー、ラ・ジュメリエール、ヌヴィ・アン・モージュ、サント＝クリスティーヌ、サン＝ジョルジュ＝デ＝ギャルド、サン・レザン、ラ・サル＝ド＝ヴィイエ、ラ・トゥールランドリー、ヴァランジューが合併して2015年12月15日に創設された。
創設に伴い、コミューンはショレ郡に編入された。